# Johann Friedrich Leonart
Johann Friedrich Leonart, né en 1633 à Dunkerque et mort en 1680 à Nuremberg, est un dessinateur et graveur en manière noire.

## Biographie
Johann Friedrich Leonart naît en 1633 à Dunkerque.
Il commence à travailler à Bruxelles au moins à partir de 1655 ; il est documenté comme ayant séjourné à Nuremberg de 1660 à 1669 en tant que secrétaire du consul Hartesheim. En 1670, il se rend à Prague, puis à Vienne et à Ratisbonne avant de s'installer à Berlin en 1673, après la mort de sa femme, où il travaille jusqu'en 1678.
En 1677, il doit être de retour à Bruxelles, où il signe le portrait de Charles de Gurrea en tant que gouverneur des Pays-Bas, poste qu'il a occupé de 1675 à 1677. Spécialisé dans les portraits en buste, il utilise parfois des modèles de Philippe de Champaigne (portrait d'Hubertus Loyens, signé à Bruxelles) et d'Antoine van Dyck (portraits d'Isabella van Asche et de son mari, Justus van Meerstaeten, syndic de Bruxelles). Il réalise des portraits de patriciens de Nuremberg et utilise les techniques de l'eau-forte et de la mezzotinte.
Installé à Madrid, il grave en 1680 le portrait de Charles II d'après un tableau de Juan Carreño de Miranda ; il avait déjà gravé un portrait du monarque enfant, vers 1666, d'après des portraits de Sebastián Herrera Barnuevo. Plus tard, d'après un dessin de Teodoro de Ardemans (es), il grave en creux la page de titre de l'ouvrage d'Antonio de Solís y Ribadeneyra, Historia de la conquista de México, población y progresos de la América septentrional, conocida por el nombre de Nueva España, imprimé à Madrid en 1684, avec un nouveau portrait du monarque dans un ovale soutenu par les allégories féminines de l'Hispania et de la Nova Hispania, et qu'il signe « IF Leonardo ». En 1687, à la demande de l'archevêque Luis Fernández de Portocarrero, il dessine et grave à Madrid la carte de l'archevêché de Tolède, Toletum Hispanici Orbis, avec des vues des villes de sa juridiction,.
La Mística Ciudad de Dios (es) de sœur Marie d'Agréda est illustrée de gravures signées par Léonard, publiées à Madrid en 1688 avec le portrait de l'abbesse d'Ágreda, de même que la page de titre du traité de José López Echáburu y Alcaraz, Consejos de la sabiduría, o Compendio de las Máximas de Salomón, d'après un dessin d'Antonio Palomino. La date de publication du portrait de Fray Tomás Carbonell, évêque de Sigüenza, dessiné par Juan Delgado (es), qui illustre certains exemplaires de la biographie de l'évêque écrite par Tomás Reluz et publiée à Madrid en 1695 sous le titre Vida y virtudes del Illmo. señor don Fr. Thomas Carbonel, obispo y señor de Sigüenza (Vie et vertus de Sa Grâce Fr. Thomas Carbonel, évêque et seigneur de Sigüenza), est encore plus tardive.
Sa date de mort est incertaine. Certaines sources donnent 1680, à Berlin,, mais ignorent son activité en Espagne. En effet, il signe en 1680 à Madrid le portrait de Charles II d'après un tableau de Juan Carreño de Miranda, une eau-forte et une manière noire dont une copie se trouve au British Museum. Les données biographiques du British Museum, avec une collection de 174 estampes de Leonart ou qui lui sont attribuées, rejettent donc la date de décès indiquée et envisagent la possibilité qu'il se soit installé en Espagne au cours de ses dernières années. Juan Carrete Parrondo suggère qu'il est mort en 1687 à Nuremberg.

## Œuvres
- Le Christ, en buste[1]
- Assche (Effigies. Isabelle van)[1]
- Berghes (...Alphonsus de) [1]
- Braun (Hans), brasseur de Nuremberg[1]
- Cordner (Pierre-Antoine), peintre de Nuremberg. 1671. Ovale. In-8[1].
- Costerus (Dr. V.). 1619[1].
- Dürer (Agnès), née Frey[1]
- Eber (Léopold), greffier de Nuremberg[1]
- Faber (Johann-Adam)[1]
- Fenitzer (Johann), graveur. 1671. In-8.[1]
- Fürer de Haimendorff (Christoph) sénateur de Nuremberg. In-4[1].
- Füterer (Georg), sénateur de Nuremberg. In-4[1].
- Grass (Abraham), sculpteur. 1668 In-8[1].
- Haffner (Herrmann), à mi-corps, debout, sur un fond de paysage. 1667[1].
- Hahn Einspaehninger (Martin), à Nuremberg. In-4[1].
- Hecker (Paul), modeleur en cire. 1649. In-8[1].
- Holzschuher (Léopold). In-4[1].
- Hornauer (Hans). In-4[1].
- Imhoff (Conrad) : A. Dürer. Ovale, In-12[1].
- Imhoff (Hans): A. Dürer. Ovale. In-12[1].
- Kolb (Paul), peintre de Nuremberg. 1672. In-4[1].
- Krig (George), graveur sur verre de Nuremberg. 1583. In-8[1].
- Léonart (Jean-Frédéric), en buste, vu de face. In-8[1].
- Loyens (Hubertum) cum sculptor ulpsit... : Champaigne. In-4[10].
- Mathieu-Ferdinand, 1670. Ovale. Gr. in-4[10].
- Merstraten (Effigies... Ivsti de) ...Syndici Vrbis Bruxellensis : Ant. van Dyck In-fol. 1er état Weigel, 3 thir[10].
- Merstraten (Isabelle de), née van Assche, épouse e Juste de Merstraten : Ant. van Dyck. In-fol. en Haut[10].
- Pesler (Paulus) Keller 1668[10].
- Pesler (Wolf) Erhardi filius... 1668[10].
- Pezolt (Ludwig-Friedrich), peintre et sculpteur de Nuremberg, assis et occupé à dessiner. In-4[10]..
- Pfinzing (Marquard). 1670. In-4[10]..
- Pfinzing (Martin). 1672 petite p. octogone[10].
- Pfinzing (Paul). In-4[10].
- Pusch (Caspar). 1669. In-8[10].
- Ritterin (Rosine): G. Pfründt. Ovale. In-8[10].
- Rodinger (Sebastianus)J. V. Dr : et consiliarius Noribergensis[10].
- Roose (... Petro) Equiti, Regi in Hispaniis ac Belgis à consiliis... In-fol.[10].
- Roslich (Christoph), dans un ovale composé de feuilles de palmier. 1664. petite p.[10].
- Schedlin (Barbara) : A. Dürer. In-12[10].
- Schneider (Wolf), bourgeois de Nuremberg. 1671. In-4[10].
- Schütz (Jacob-Balthasar), à Nuremberg: Strauch. 1672. Pièce dite le Petit garçon au chien. In-4.—1er état : avant le millésime[10].
- Schwendter de Kehlheim (Johannes), négociant de Nuremberg. In-4[10].
- Szelepcheny (G.-P.), archevêque : A. Bloem.[10].
- Weinstein (Nicolaus). 1641. In-4. 1er état : avant la lettre[10].
- Weisz (George), chapelain de Saint-Sebald de Nuremberg. 1522. In-8[10].
- Villahermosa (... Don Carlos de Gurrea Arragon et Borgia duc de) : Duchastel. Haut. 270 millimètres. Largeur 230[10].
- Willings (Nicolaus), d'après lui-même. In-fol. en Haut[10].
- Zeltis (Conrad), poète allemand. In-8[10].
- Portrait d'un homme ayant les cheveux longs et la main posée sur la poitrine. In-4[10].
- Buste d'homme, vu de face et coiffé d'une perruque. Ovale. In-12[10].